# Austropallene bucera
Austropallene bucera là một loài nhện biển trong họ Callipallenidae. Loài này thuộc chi Austropallene. Austropallene bucera được miêu tả khoa học năm 1993 bởi Pushkin.